# 군장국가
군장국가(君長國家, chiefdom)는 혈연관계에 기반하는 전근대 비산업 사회의 정체이다.  인류학의 문화진화 이론에 의하면 군장국가는 부족사회보다는 더 복잡하고 본격 국가보다는 덜 복잡한 사회구조이다. 군장국가에 관한 가장 간결한 정의는 로버트 레너드 카네이로의 “권력을 가진 추장의 영구적 제어 하에 있는 다수의 촌락 또는 공동체가 포함된 자치적 정치단위라 할 수 없다(Carneiro 1981: 45).  

## 같이 보기
- 타니스트리
- 부족

## 참고 문헌
- Carneiro, R. L. 1981. "The Chiefdom: Precursor of the State", The Transition to Statehood in the New World / Ed. by G. D. Jones and R. R. Kautz, pp. 37–79. Cambridge, UK – New York, NY: Cam-bridge University Press.